# Grammy Award de la meilleure chanson écrite pour un média visuel
Le Grammy Award de la meilleure chanson écrite pour un média visuel (Best Song Written For Visual Media) est une récompense décernée lors des cérémonies annuelles des Grammy Awards décernée à la chanson écrite pour un média visuel de l'année.

## Lauréats
| Année | Artiste       | Titre de la chanson       | Titre du média visuel                     | Ref   |
| ----- | ------------- | ------------------------- | ----------------------------------------- | ----- |
| 2022  | Bo Burnham    | All Eyes on Me            | Inside                                    | [ 2 ] |
| 2023  |               | We Don't Talk About Bruno | Encanto : La Fantastique Famille Madrigal | [ 3 ] |
| 2024  | Billie Eilish | What Was I Made For?      | Barbie                                    | [ 4 ] |
| 2025  | Jon Batiste   | It Never Went Away        | American Symphony                         | [ 1 ] |